# Cremifania nigrocellulata
Cremifania nigrocellulata is een vliegensoort uit de familie van de Chamaemyiidae. De wetenschappelijke naam van de soort is voor het eerst geldig gepubliceerd in 1904 door Czerny.